# Mobula rochebrunei
Petit diable de Guinée
Espèce
Mobula rochebrunei, le Petit diable de Guinée, est une espèce de raies pélagiques marines de la famille des Myliobatidae.

## Répartition
Mobula rochebrunei se rencontre dans l'Atlantique est depuis la Mauritanie jusqu'à l'Angola. Cette raie aurait également été observée de l'autre côté de l'Atlantique sur les côtes brésiliennes.

## Description
Elle peut atteindre 134 cm de largeur de disque. 

## Classification
Le nom valide complet (avec auteur) de ce taxon est Mobula rochebrunei (Vaillant, 1879).
L'espèce a été initialement classée dans le genre Cephaloptera sous le protonyme Cephaloptera rochebrunei Vaillant, 1879,.
Pour l'ichtyologiste australien Peter Robert Last (d), Mobula rochebrunei ne serait qu'un synonyme junior de Mobula hypostoma.
Ce taxon porte en français le nom vernaculaire ou normalisé suivant : Petit diable de Guinée.
Mobula rochebrunei a pour synonyme : 
- Cephaloptera rochebrunei Vaillant, 1879

### Étymologie
Son épithète spécifique, rochebrunei, lui a probablement été donnée en l'honneur du zoologiste Alphonse Trémeau de Rochebrune (1836-1912) qui « a recueilli ce "céphaloptère" au Sénégal et (qui) fait partie d’une collection acquise de ce savant (M. de Rochebrune) par le Musée des Colonies »,.

### Publication originale
- Léon Vaillant, « Note sur une nouvelle espèce d'Élasmobranche hypotrème, le Cephaloptera rochebrunei », Bulletin de la Société philomathique de Paris, France, 7e série, vol. 3,‎ 1879, p. 187-188 (ISSN 0366-3515, lire en ligne, consulté le 8 août 2024).